# Ginásio Tesourinha
O Ginásio Municipal Osmar Fortes Barcellos, mais conhecido como Ginásio Tesourinha, é um ginásio poliesportivo brasileiro, situado na cidade de Porto Alegre, no Rio Grande do Sul. Seu nome é uma homenagem a Osmar Fortes Barcellos, conhecido como Tesourinha, ex-futebolista que atuou no Internacional‎ na década de 40 e no Grêmio nos anos 50.
Construído na Avenida Érico Veríssimo em 1988, com capacidade para 6.000 espectadores, o Ginásio Tesourinha é utilizado para a prática de diversos esportes, como voleibol, basquete, futsal, handebol, kung-fu, além de também ser usado na realização de outras atividades, como ginástica, dança, musculação, ioga, capoeira, entre outras.

## Gestão
O ginásio é administrado pela Prefeitura de Porto Alegre, por meio da Secretaria Municipal de Esportes, Recreação e Lazer (SME).
- Administrador: Rafael Cabeleira
- Coordenadora pedagógica: Ana Paula Pagliosa Bastos